# Јованка Страјнић Марковић
Јованка Страјнић Марковић (Земун, 15. октобар 1883 — 1970) била је српска сликарка.

## Биографија
Рођена је 15. октобра 1883. у Земуну. Почела је да црта у раној младости уз свог брата Петра Марковића који  се аматерски бавио сликарством. Посећивала је Уметничку школу Ристе и Бете Вукановић неколико месеци 1903—1904. године. Радила је у приватној школи сликара Беле Чикоша Сесије и Менчија Климента Црнчића у Загребу 1904—1907. Похађала је Женску уметничку школу у Бечу 1909—1913. и Летњу школу професора Хајека у Дахау 1912—1913. Први пут је излагала на Другој међународној изложби жена уметника у Торину 1913. Године 1914. је боравила краће време у Италији, а за време рата у Загребу где је једно време похађала течај цртања акта код Љубе Бабића. Године 1921. је боравила осам месеци у Паризу и радила је у академији. Удала се 1924. када је променила презиме у Страјнић. Боравила је у Прагу од 1924. до 1928, од када живи у Дубровнику. За члана Удружења ликовних уметника Србије је примљена на трећој седници 29. новембра 1919. Самостално је излагала у Београду 1934. године. Учествовала је на групној изложби ликовних уметника из Београда у Сомбору 1921, шестој изложби Ладе, петој и шестој југословенској изложби, изложби београдских сликара и вајара 1924, Клубу ликовних уметница из Загреба у Дубровнику 1937. и у Загребу 1939. и 1940, Тринаестој јесењој изложби београдских сликара и вајара у Дубровнику 1952, изложби „Цавтат и околина у делима југословенских уметника” у Цавтату 1953, изложбама „Жене сликарке” 1954. и „Група дубровачких уметника” 1955. у Дубровнику, изложби земунских сликара и вајара у Земуну 1956, Првомајској изложби дубровачких уметника у Дубровнику 1958, изложби поводом Дубровачког фестивала 1959, изложбама жена уметница поводом 8. марта у Дубровнику 1967—1969. и 48. УЛУС-овој изложби. Преминула је 1970. године.